# Bioule
Bioule ist eine französische Gemeinde mit 1.194 Einwohnern (Stand: 1. Januar 2022) im Département Tarn-et-Garonne in der Region Okzitanien (zuvor Midi-Pyrénées). Sie gehört zum Kanton Aveyron-Lère im Arrondissement Montauban. Die Einwohner werden Bioulais genannt.

## Geografie
Bioule liegt am Aveyron, etwa 17 Kilometer nordöstlich von Montauban. Umgeben wird Bioule von den Nachbargemeinden Caussade im Norden, Montricoux im Osten, Nègrepelisse im Süden, Cayrac im Westen sowie Réalville im Nordwesten.
| Jahr      | 1962 | 1968 | 1975 | 1982 | 1990 | 1999 | 2006 | 2018  |
| --------- | ---- | ---- | ---- | ---- | ---- | ---- | ---- | ----- |
| Einwohner | 739  | 647  | 637  | 658  | 674  | 765  | 878  | 1.131 |

## Sehenswürdigkeiten
- Kirche Saint-Pierre-et-Saint-Roch, 1876 erbaut
- protestantische Kirche, 1881 bis 1882 erbaut
- Burg Bioule aus dem 14. Jahrhundert

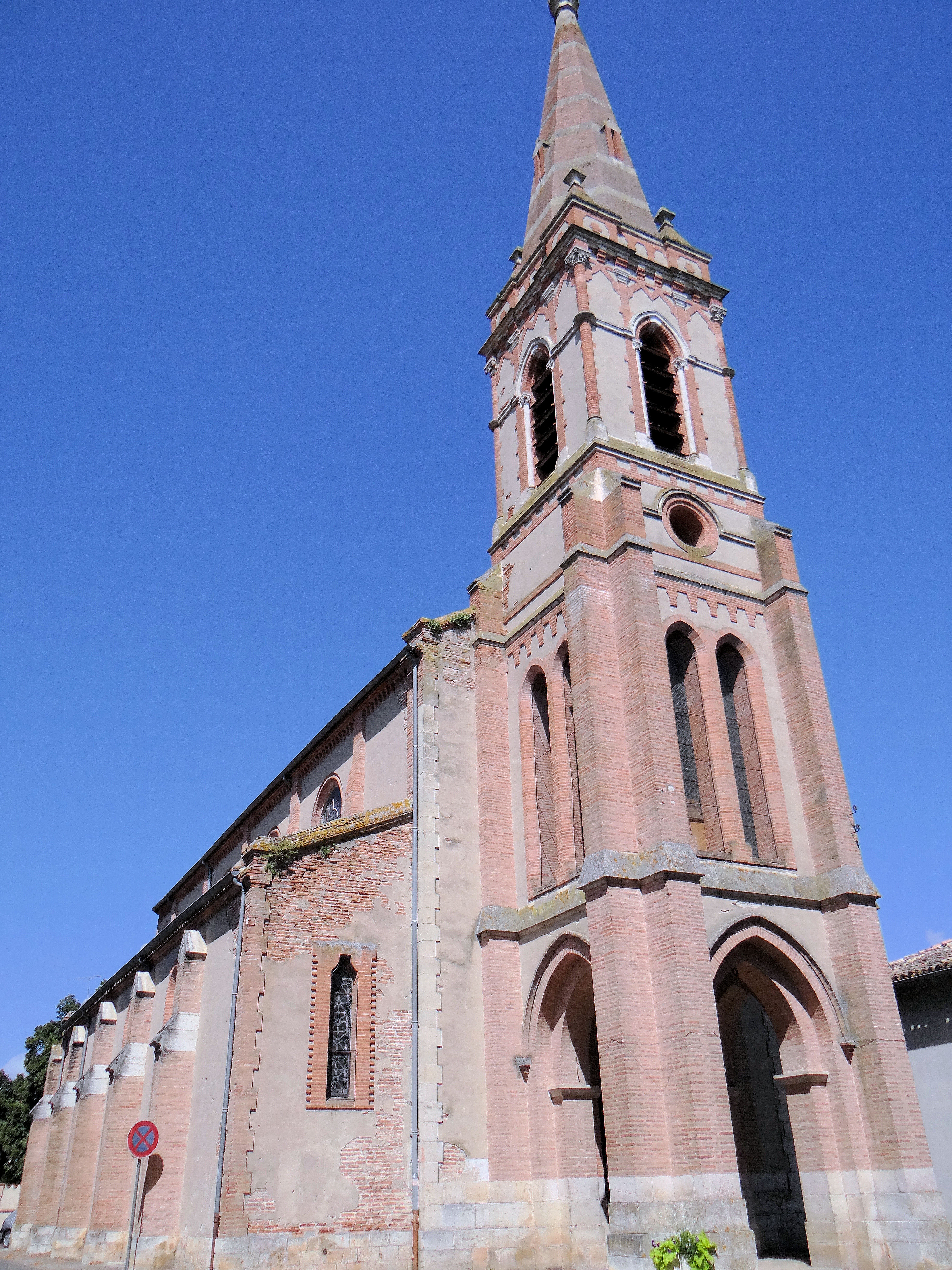
Kirche Saint-Pierre-et-Saint-Roch
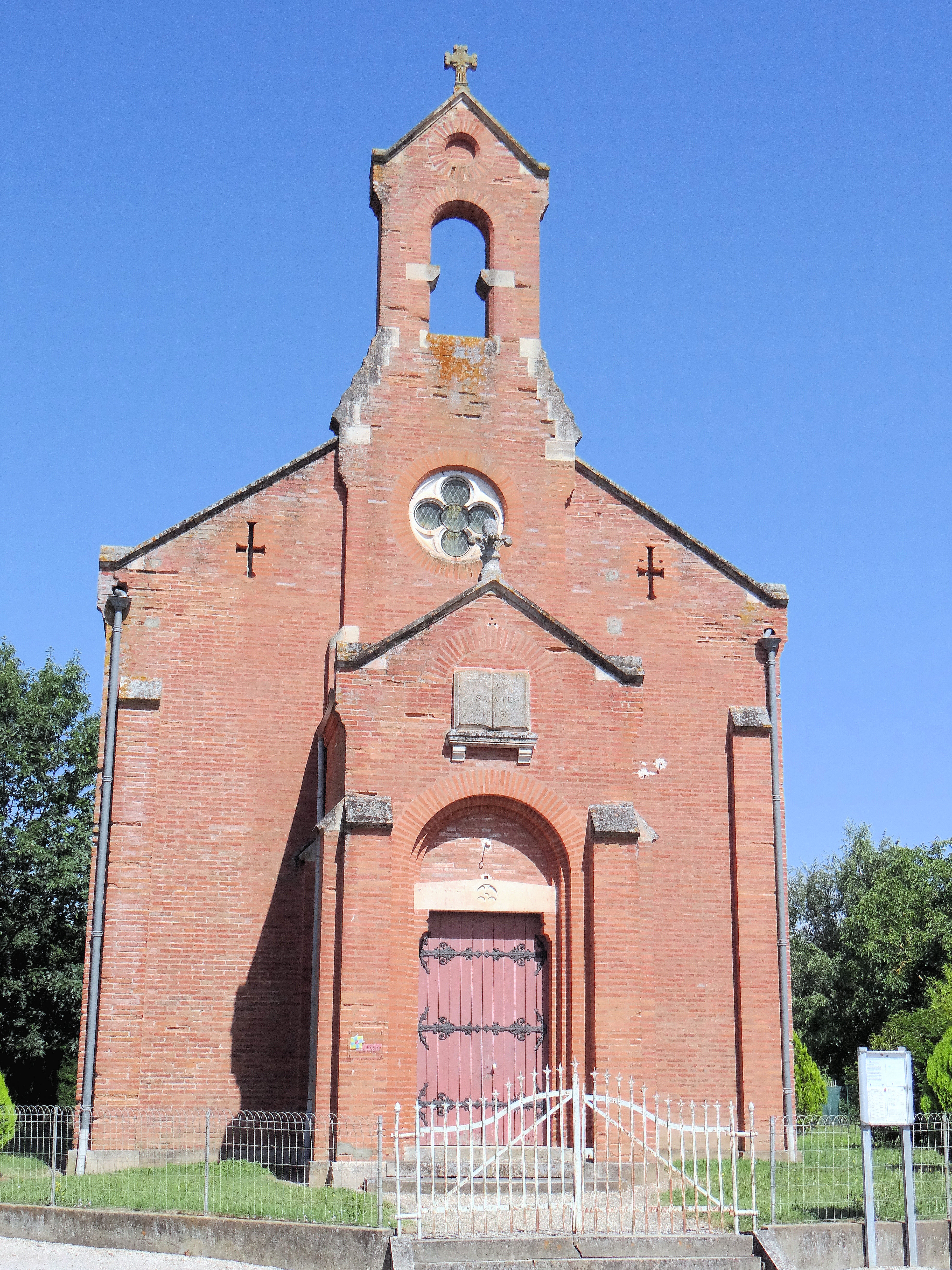
Protestantische Kirche
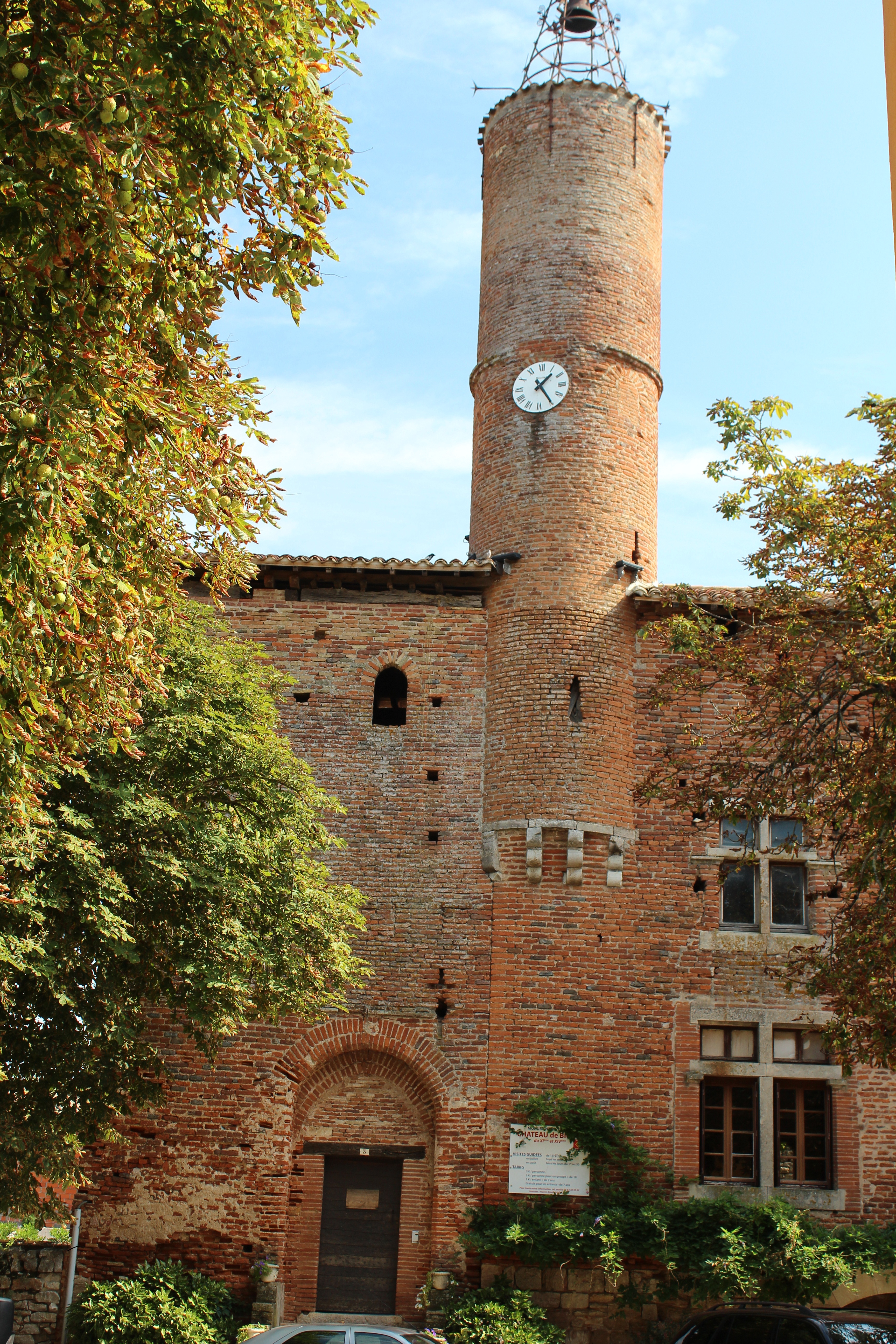
Burg Bioule